# Leszek Stępniewski
Leszek Stępniewski (Skierniewice, Voivodat de Łódź, 22 d'abril de 1962) va ser un ciclista amateur polonès. Va destacar en la pista on va aconseguir una medalla de plata al Campionat del món de persecució per equips de 1985.

## Palmarès
- 1985
  - Vencedor d'una etapa a la Dookoła Mazowsza
- 1986
  - 1r al Tour de Loir i Cher i vencedor d'una etapa
  - Vencedor d'una etapa a la Cursa de la Pau